# Brevicornu griseicolle
Brevicornu griseicolle är en tvåvingeart som först beskrevs av Rasmus Carl Staeger 1840.  Brevicornu griseicolle ingår i släktet Brevicornu och familjen svampmyggor.
Artens utbredningsområde är Alberta. Arten är reproducerande i Sverige. Inga underarter finns listade i Catalogue of Life.